# Melaleuca borealis
Melaleuca borealis är en myrtenväxtart som beskrevs av Lyndley Alan Craven. Melaleuca borealis ingår i släktet Melaleuca och familjen myrtenväxter.
Artens utbredningsområde är Queensland. Inga underarter finns listade i Catalogue of Life.